# Сен-морский договор
Сен-Морский договор (фр. Traité de Saint-Maur) — договор, подписанный 29 октября 1465 года в аббатстве Сен-Мор, в настоящее время в Сен-Мор-де-Фоссе, и завершивший урегулирование войны Лиги общественного блага.

## История
Сен-Морский договор повторяет положения Конфланского договора, подписанного тремя неделями ранее с графом де Шароле Карлом. Он подписан с другими крупными феодалами, объединившимися против короля: герцогом Лотарингским Жаном II, графом д’Арманьяк Жаном V, Жаком д’Арманьяком-Немуром и Жаном II де Бурбоном.
- Филипп III Добрый возвращает себе города на Сомме, включая Перон и Мондидье, и графство Гин;
- Нормандия переходит к его брату герцогу Беррийскому Карлу;
- Людовик де Люксембург становится коннетаблем Франции.

Выполнение Конфланского и Сен-Морского договоров привело бы к гибели французской монархии. В 1466 году Людовик заявил Парижскому парламенту, что договор недействителен, поскольку был подписан под принуждением.